# 旧三笠ホテル
旧三笠ホテル（きゅうみかさホテル）は、長野県北佐久郡軽井沢町にある歴史的建造物。国の重要文化財。
実業家・山本直良がホテル「三笠ホテル」として、1906年（明治39年）5月に開業した。

## 概要

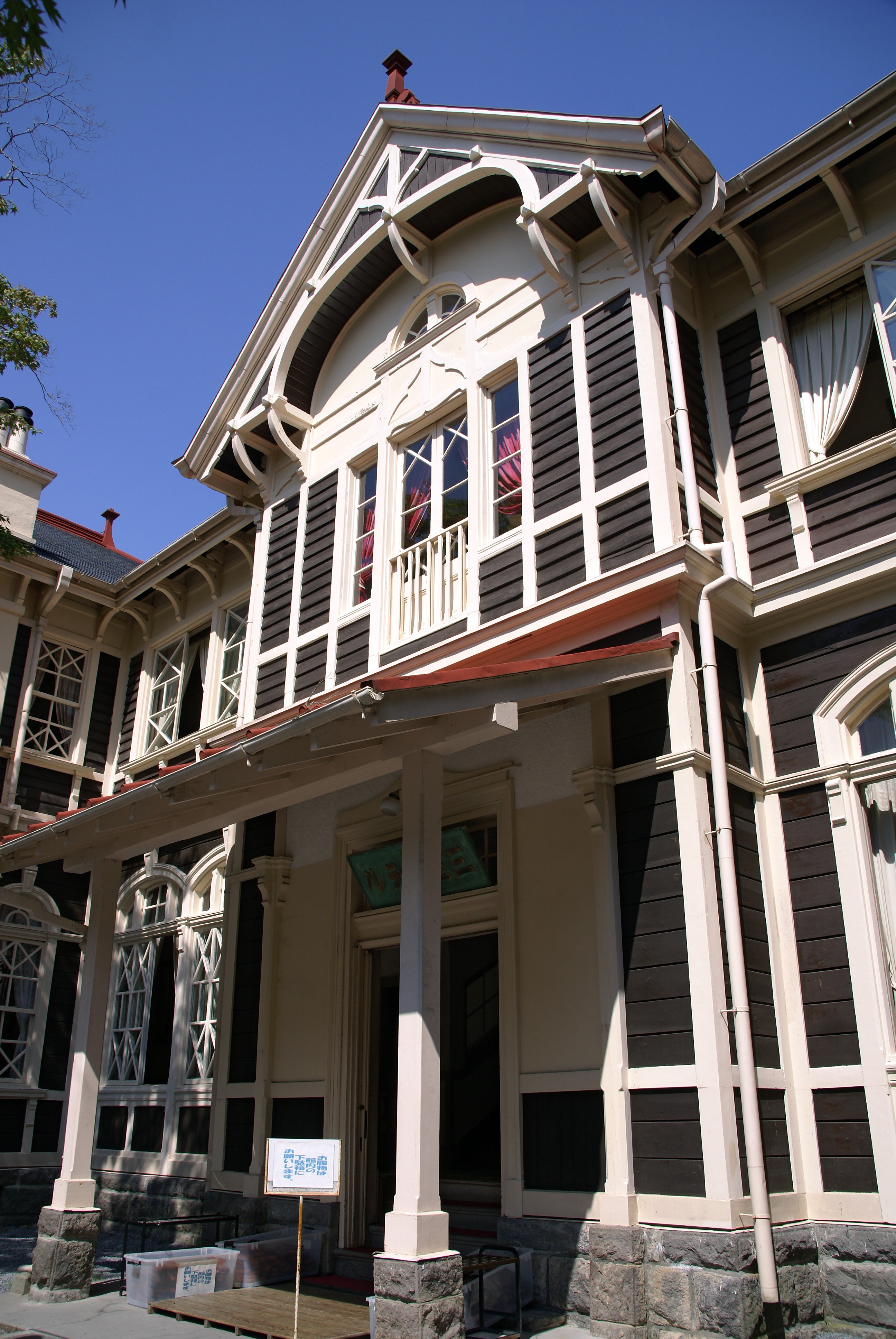
玄関

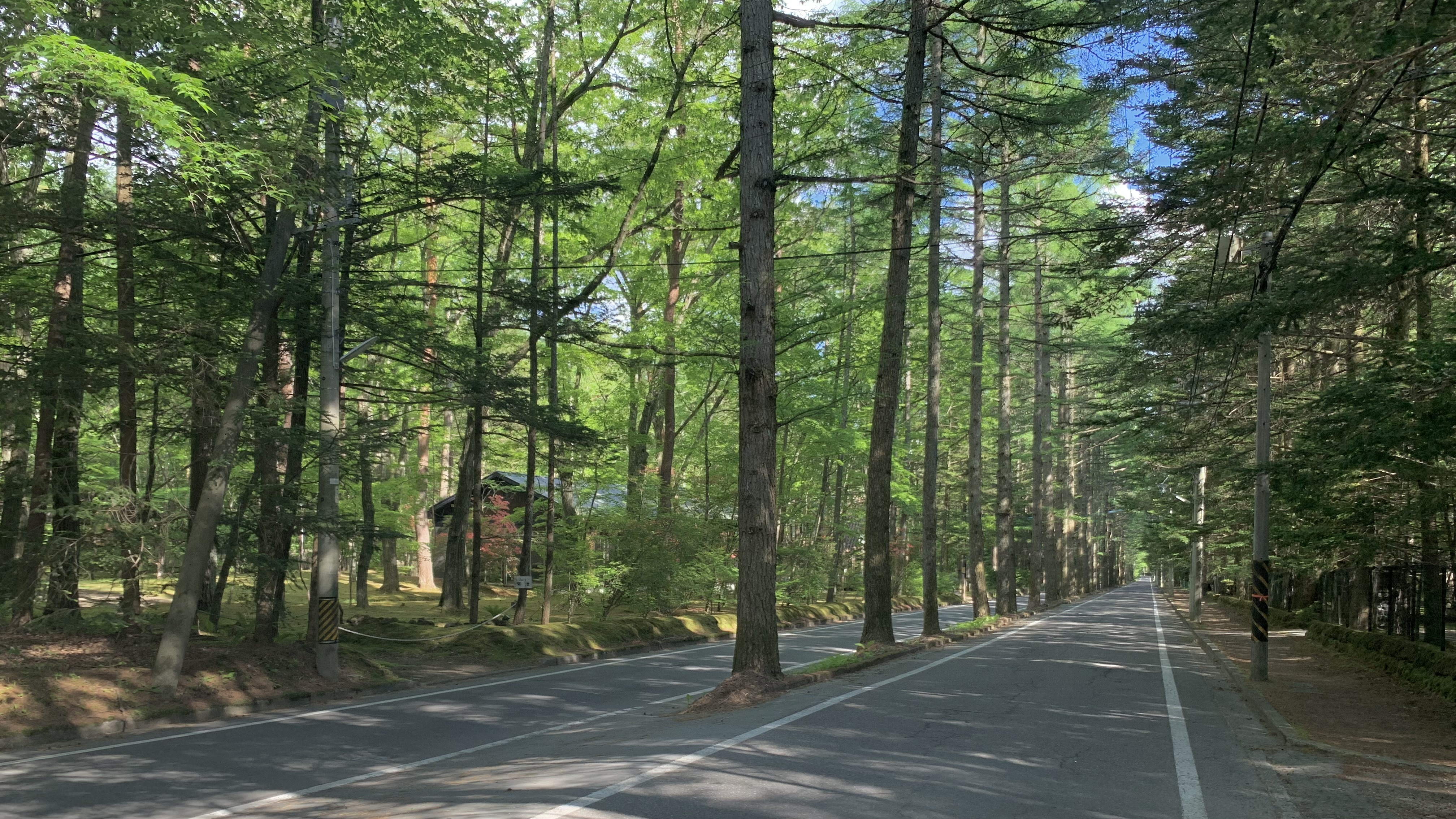
三笠通り

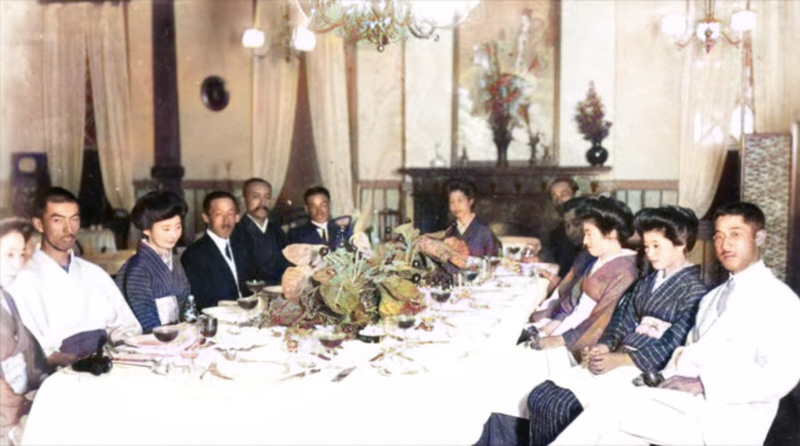
大正期に広間で開かれた晩餐会の風景
写真右から、西尾忠方、近衛文麿夫人（千代子）、徳川慶久夫人（實枝子）、里見弴、有島武郎、毛利高範夫人（賢子）、徳川義親、山本直良、黒田長和、黒田長和夫人（久子）、近衛文麿、山本直良夫人（愛）

建物は1905年（明治38年）に竣工した日本人の設計による純西洋風木造建築（擬洋風建築）で、設計は岡田時太郎、監督は佐藤万平、棟梁は小林代造。アメリカのスティックスタイルを採用したゴシック風の華麗な外観で、扉のデザインはイギリス風、下見板はドイツ風、用材は小瀬のアカマツを現場で製材した。国際避暑地・軽井沢の雰囲気を当時のまま今に伝える貴重な名建築の1つである。
「三笠ホテル」の名は、敷地前方の愛宕山が奈良県の三笠山に似ていることから、創業者山本直良の次男・山本直光、有島生馬、里見弴らによって名付けられたという。
欧米人とともに渋沢栄一、団琢磨、住友友純、乃木希典、愛新覚羅溥儀といった著名人が多く宿泊したことから「軽井沢の鹿鳴館」とも呼ばれていた。上皇后美智子も独身時代に宿泊している。
現在は本館の一部のみが残るが、かつての広いホテル敷地内には、別館のほか、庭園、テニスコート、プール、クリケットヤードなどもあった。なかでも同じくホテル敷地内に設置されていた窯元では、名匠宮川香山によって幻の陶磁器「三笠焼」が創出され、この窯元にはバーナード・リーチ、藤井達吉らも訪れた。
旧軽井沢市街地とホテルを結ぶ道は「三笠通り」という名の美しい並木道となっており「新・日本街路樹100景」に選出されている。
かつてホテルで振る舞われていたカレーとコーヒーは、当時のレシピをもとに再現されており、館内で食べることができる。
2019年12月28日より、耐震補強を含む大規模保存修理工事を行うため長期休館、工事完了と再開館は2024年3月予定としていたが、のち2025年秋頃予定に延期されている。

### 利用情報
1983年4月から内部公開が行われている。
- 開館時間：9時 - 17時（入館は16時30分まで）
- 休館日：年末年始（12月28日から翌年1月4日まで）

## 歴史
1906年（明治39年）5月営業開始。客室は30室、定員40名、宿泊料は一等が12円、二等が8円、三等が5円。
翌1907年（明治40年）に日本館が完成したが、1910年（明治43年）8月に明治43年の大水害で流出した（なおこのとき、ホテルには渋沢栄一、森村市左衛門、成瀬仁蔵が宿泊していた）。その様子は当時のニューヨーク・タイムズにも”The Mikasa Hotel Destroyed”と報じられた。
1919年、洋風別館が完成。1925年（大正14年）に経営母体が変わって株式会社三笠ホテルとなり、明治屋に名義変更した。
軽井沢駅から遠い立地であることから、古くは駅とホテルの間を馬車での送迎が行われていた。
1944年の太平洋戦争中は休業した。また軽井沢が駐日外国人の主要疎開地として指定されたことから、外務省の軽井沢出張所が設置された。なおスイス公使館は三笠ホテルの向かいに位置し、各国外交団の中心的役割を担い、疎開生活の食料調達等の交渉にあたった。終戦事前外交交渉の会場にも使用された。
戦後はアメリカ陸軍第一騎兵師団に接収され、進駐軍の施設となる。1951年、進駐軍の失火により別館が焼失。1952年、米陸軍第八軍の使用終了後「三笠ハウス」の名称で営業再開し（支配人は山名伝兵衛）、1970年（昭和45年）まで営業を続けた。
創業者山本直良の次男・山本直光によれば、ホテルとしては部屋数が少なく、ましてや夏季2か月のみの営業であったことから、何年やっても黒字経営にはならなかったという。直良自身ものちに「広く公衆と共に軽井沢の地を楽しもうと思ひ道楽半分に建てた」と述べていることから、もともと個人邸として建てられたのではないかという説もある。
実際に、建物の構造もホテルとしては独特であり、通常はホテルとして建物を設計した場合、1階部分はエントランスからロビーに直結するような構造にするはずであるが、三笠ホテルでは建物中央のエントランスを入るとすぐに階段がある構造になっていた。そのため、開業直後に新たなエントランスを東棟のロビー部分に後付けで直結するように造っている。なお、1974年の移築の際に東棟のエントランスは閉ざされ開業時と同様に中央口のみとされたが、2019年から始まった修繕工事では東棟のエントランスが再現された。
1972年2月に日本長期信用銀行（長銀）により買収され、1974年2月に現在地の南方から約70m移転した。この移築の際に文化庁と協議した結果、建築的価値のある本体部分を残し、食堂、調理場、浴室等は解体されることになった。1980年（昭和55年）3月27日付で日本長期信用銀行から軽井沢町へ贈与された。
廃業時点で、竣工当初の建物のおよそ50%が現存しており、1980年5月31日付で「旧三笠ホテル」として国の重要文化財に指定され、保護されている。

## 建築概要
- 建築主 - 山本直良[3]
- 設計 - 岡田時太郎[3]
- 施工 - 小林代造
- 工事監督 - 佐藤万平（初代）[3]
- 起工 - 1904年（明治37年）
- 竣工 - 1905年（明治38年）
- 構造 - 木造2階建、玄関ポーチおよび屋根八角塔屋付、スレート葺

### 施設
- 客室数30室（定員40人）
- プール
- 水洗トイレ

### ギャラリー

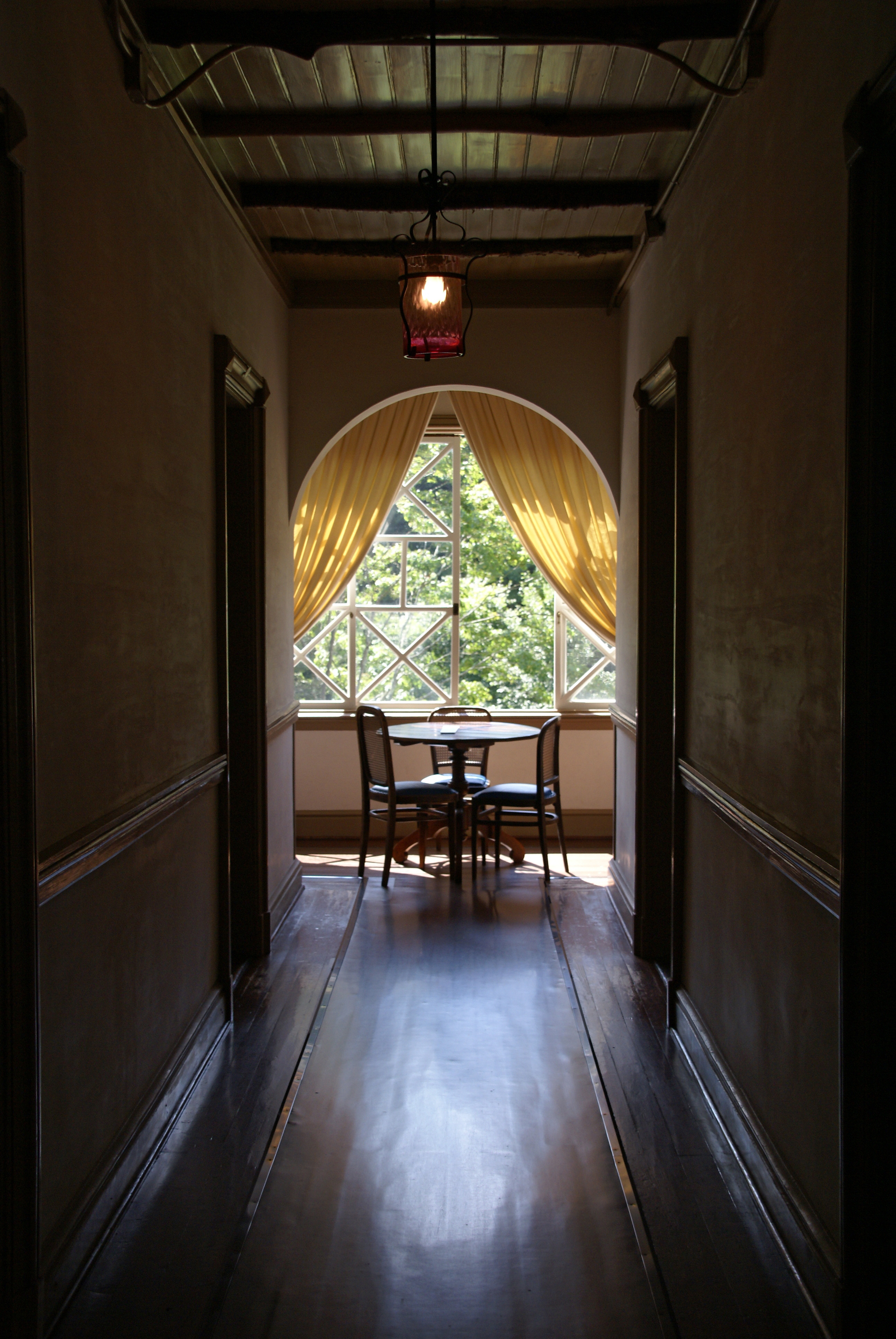
室内
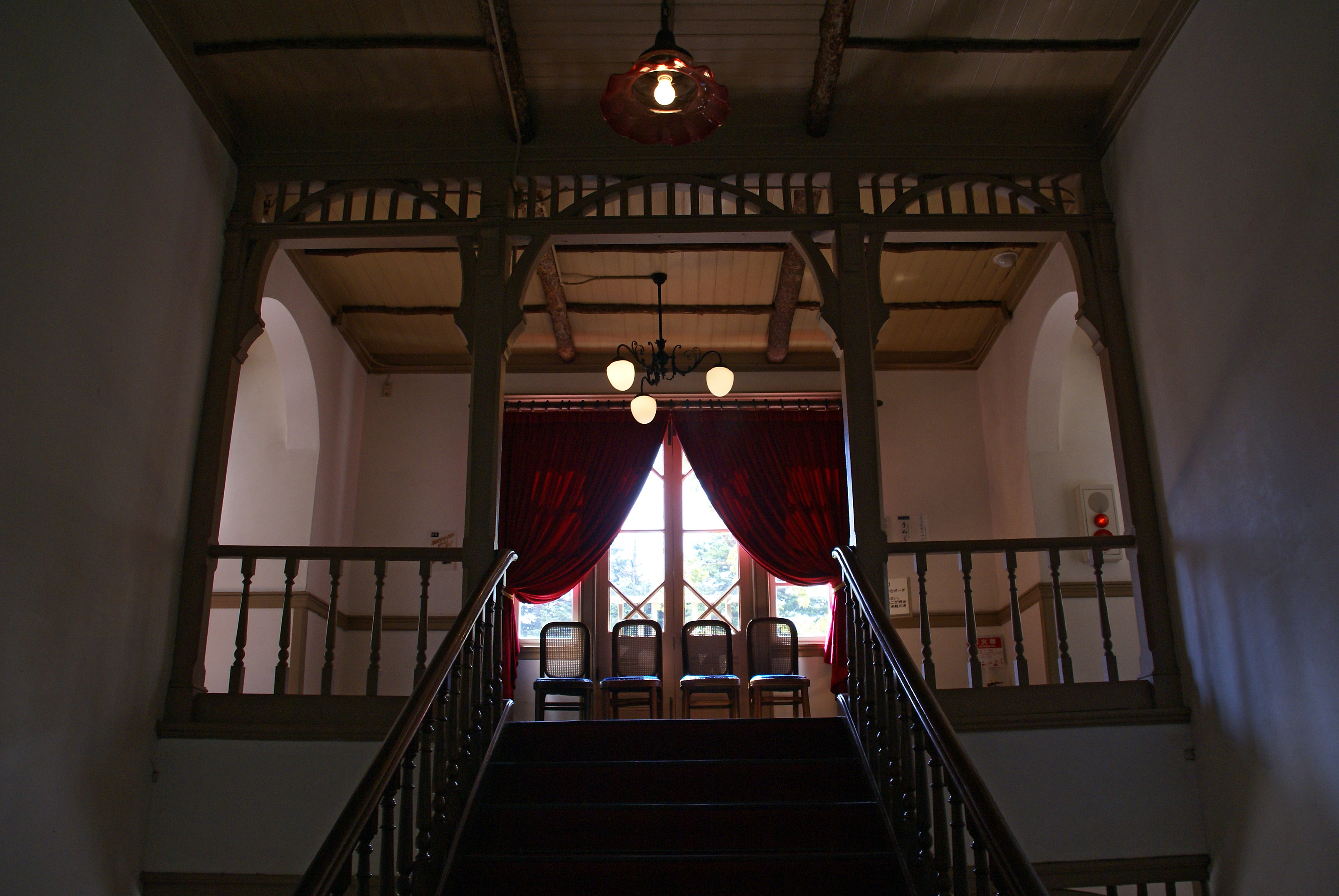
中央階段から2階を見る
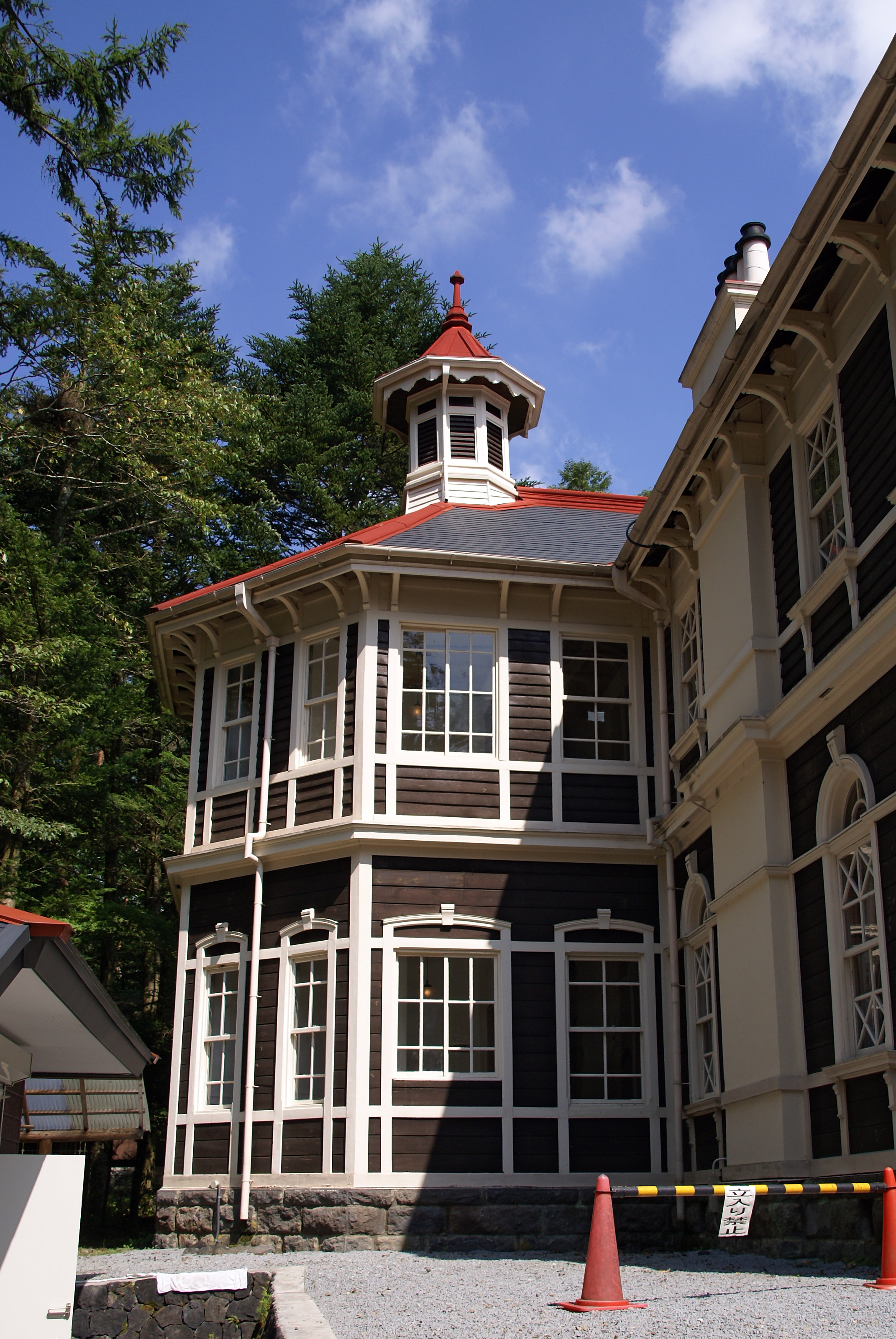
八角塔屋
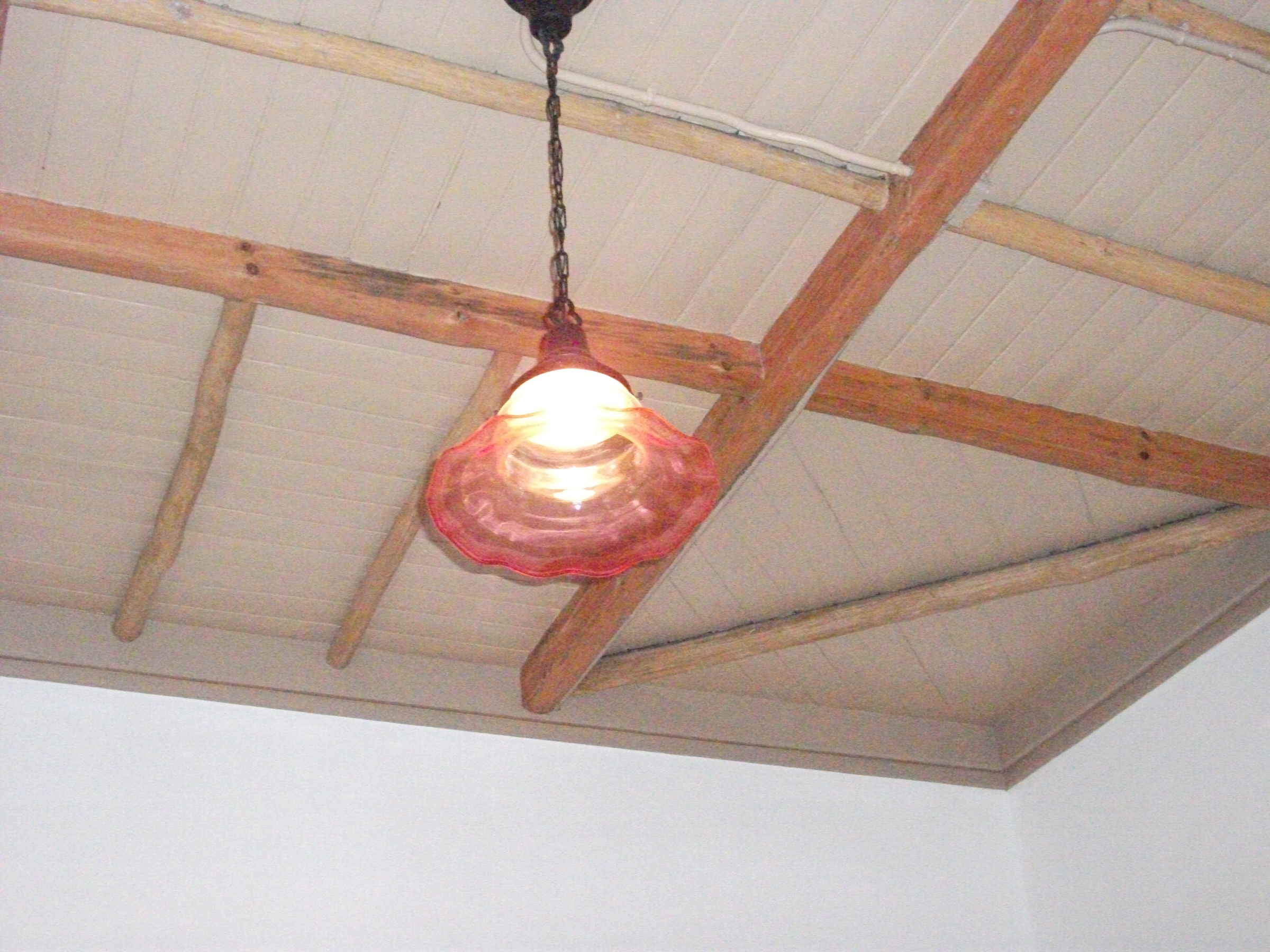
室内照明
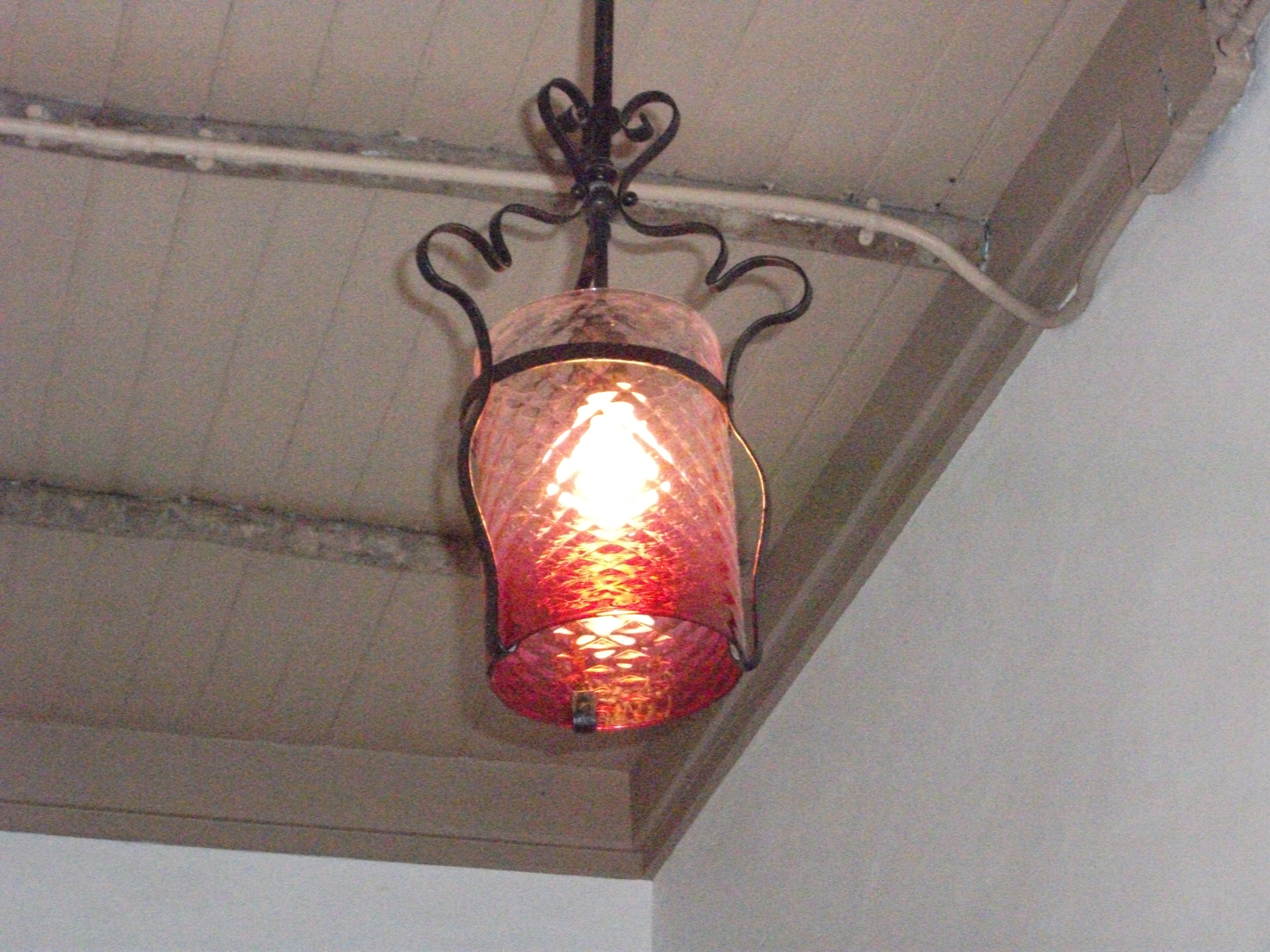
室内照明
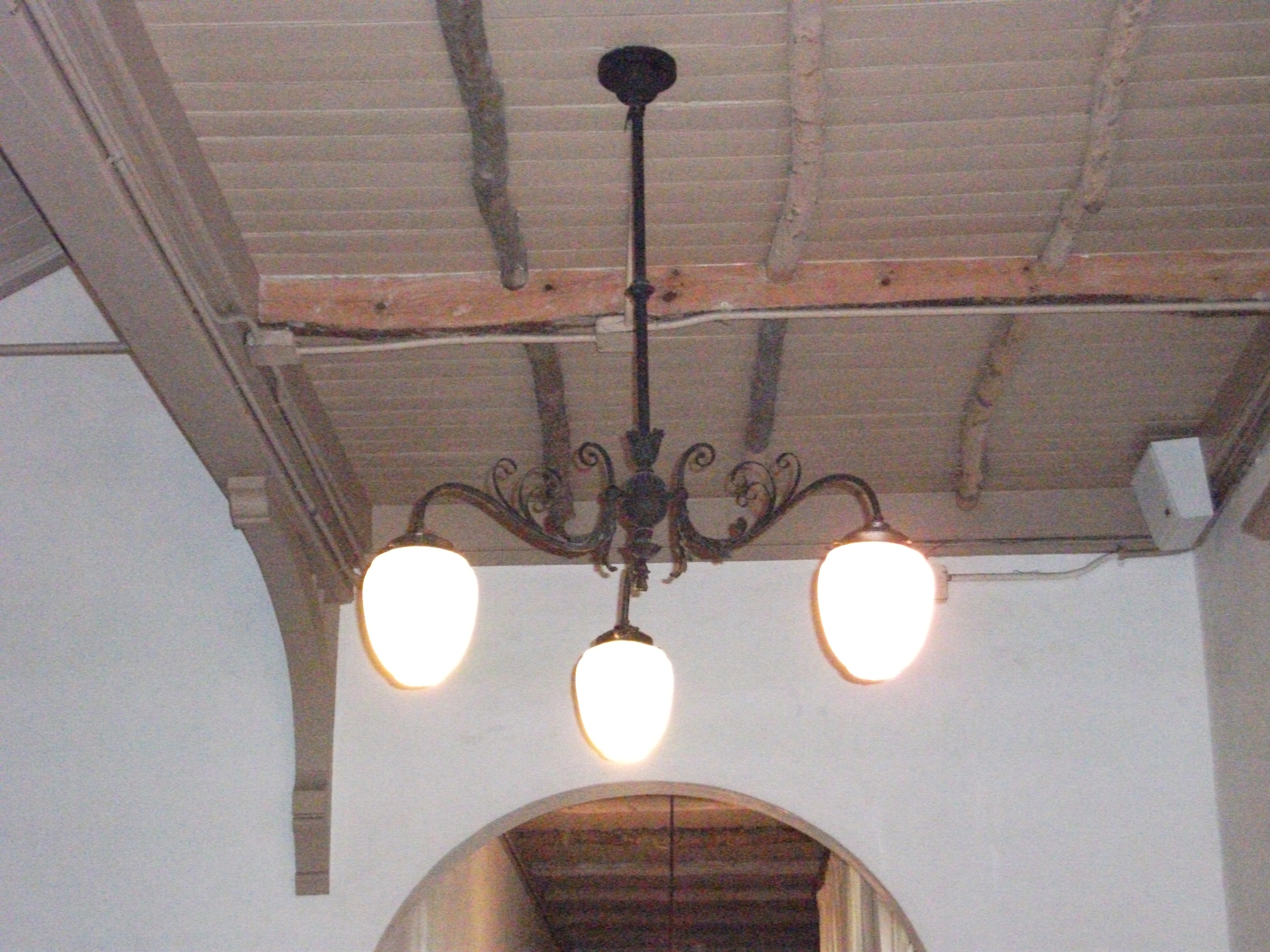
室内照明

## 交通アクセス
- 北陸新幹線・しなの鉄道 軽井沢駅から
  - 草軽交通バス「北軽井沢」方面行き乗車8分、「三笠」停留所から徒歩2分

## 周辺
- 竜返しの滝
- 白糸の滝
- 旧軽井沢銀座
- 前田郷
  - 軽井沢町旧スイス公使館（深山荘）